# Üllő
Üllő je vas na Madžarskem, ki upravno spada v podregijo Gyáli Županije Pešta.